# Eugène Muslar
Eugène Muslar, född 28 mars 1959, är en friidrottare från Belize. Han deltog vid olympiska sommarspelen 1984, olympiska sommarspelen 1988 och olympiska sommarspelen 1996.